# ティリオーレ
ティリオーレ（伊: Tigliole）は、イタリア共和国ピエモンテ州アスティ県にある、人口約1,700人の基礎自治体（コムーネ）。

## 地理

### 位置・広がり

#### 隣接コムーネ
隣接するコムーネは以下の通り。
- アスティ
- バルディキエーリ・ダスティ
- カンタラーナ
- サン・ダミアーノ・ダスティ
- ヴィッラフランカ・ダスティ

#### 地震分類
イタリアの地震リスク階級 (it) では、4 に分類される
。

## 行政

### 分離集落
ティリオーレには、以下の分離集落（フラツィオーネ）がある。
- Pocola, Pratomorone, Remondini, San Carlo, Valperosa